# Ciao Bella
Ciao Bella är en svensk ungdomsfilm från 2007 i regi av Mani Maserrat-Agah.

## Handling
Ciao Bella utspelar sig i Göteborg under Gothia Cup. Filmen handlar om två sextonåringars längtan efter den stora kärleken. Den ena huvudperson är den sextonåriga Mustafa Moradi (Poyan Karimi) från Lerum. Mustafa längtar efter kärlek, men tjejer vill bara ha honom, den välvårdade iraniern, som vän. Han slås av den briljanta idén att låtsas vara italienare under Gothia Cup för en het italienare på besök i Göteborg borde ha mycket större chanser hos tjejerna än en tråkig iranier från Lerum. Så föds "Massimo". Den andra huvudpersonen är Linnea (Chanelle Lindell). Hon är i sitt eget tycke en mycket mogen ung kvinna som längtar efter en ung man med stil, passion och mod. Under Gothia Cup träffar hon sina drömmars prins, italienaren Massimo.

## Om filmen
Ciao bella är debuten för regissören Mani Maserrat-Agah. För att vara en debut mottogs filmen väl och bland recensionerna märks bland annat 4/5 av Moviezine , Göteborgs-postens ungdomssidor, Veckorevyn och Frida tidning samt 3/5 i Svenska dagbladet, Aftonbladet och Expressen.
Filmen gick upp på svenska biografer den 3 augusti och sågs av 30 000 personer redan de första två veckorna. Planer finns även på att lansera filmen utomlands, dock har flera utländska distributörer krävt att filmens sexscen mellan de unga huvudrollsinnehavarna ska censureras.

## Rollista (i urval)
- Chanelle Lindell - Linnea
- Poyan Karimi - Mustafa
- Oliver Wahlgren-Ingrosso - Enrico
- Arash Bolouri - Babak
- Fredrika Tham - Carro
- Lotta Karlge - Johanna
- Hussein Kazem - Serdar
- Adam Lundgren - Mattias Lindgren